# Primat
In enologia, la Primat (dal latino galloromano "primate", il primato, di prim'ordine) è una bottiglia di vetro equivalente a trentasei bottiglie da 0,75 l, per una capacità totale di 27 litri. Solitamente ha l'altezza di un metro ed un diametro di circa 26 cm.
Venne creata per la prima volta nel 1999 dalla Champagne Drappier, intendendo così richiamare le origini gallo-romane del villaggio di Urville, dove si trova la sua sede, ed il carattere di eccezionalità della bottiglia. In seguito il formato è stato ripreso da altre case vinicole.